# Riacho Santa Inês
Riacho Santa Inês är ett periodiskt vattendrag i Brasilien.   Det ligger i delstaten Paraíba, i den östra delen av landet, 1 400 km nordost om huvudstaden Brasília.
Omgivningarna runt Riacho Santa Inês är huvudsakligen savann. Runt Riacho Santa Inês är det glesbefolkat, med 19 invånare per kvadratkilometer.